# اتحادیه دهولیانی
اتحادیه دهولیانی (به لاتین: Dhuliani Union) یک منطقهٔ مسکونی در بنگلادش است که در Chaugachha Upazila واقع شده‌است.
 اتحادیه دهولیانی ۳۷٫۶۸ کیلومتر مربع مساحت و ۱۳٬۷۸۸ نفر جمعیت دارد.